# Правило 3 секунд
Правило 3 секунд в баскетболе — запрет для игрока команды, владеющей мячом на чужой половине площадки, на непрерывное нахождение в пределах специально размеченной зоны под кольцом соперника более 3 секунд (при условии, что мяч в игре). Сама зона, в которой действует это правило, называется штрафной зоной. Игрок считается находящимся в трёхсекундной зоне, если хотя бы одна его нога находится в её пределах. В случае нарушения правила мяч переходит защищающейся команде. 
Исключения, при которых нарушение не фиксируется, составляют случаи, когда игрок нападения в момент истечения 3 секунд своего расположения в трёхсекундной зоне:
- пытается покинуть трёхсекундную зону;
- находится в трёхсекундной зоне непосредственно во время собственного броска или броска партнёра;
- проходит к кольцу с целью броска.

Правило было введено в баскетбол в 1936 году с целью ограничить возможность доминирующих высокорослых баскетболистов стоять всё время пребывания в нападении около чужого кольца и ждать навесную передачу. Нововведение сделало игру в позиционном нападении значительно динамичнее.